# 北海道道708号有明天塩有明停車場線
北海道道708号有明天塩有明停車場線（ほっかいどうどう708ごう ありあけてしおありあけていしゃじょうせん）は、北海道苫前郡初山別村内を結ぶ一般道道（北海道道）である。冬期通行止め区間がある。

## 概要

### 路線データ
- 起点：北海道苫前郡初山別村有明（有明ダム）
- 終点：北海道苫前郡初山別村有明（旧国鉄 羽幌線 天塩有明駅跡）
- 総延長：14.783 km
- 実延長：11.753 km
- 重用延長：0.440 km
- 未供用延長：2.590 km
- 未舗装延長：0.500 km

## 歴史
- 1971年（昭和46年）3月31日 - 路線認定[1]。
- 1987年（昭和62年）3月30日 - 羽幌線の廃線に伴い、天塩有明駅は廃駅となる。

## 路線状況

### 重複区間
- 国道232号：初山別村有明 - 初山別村有明
- 北海道道612号築別天塩有明停車場線：初山別村有明 - 終点

### 冬期交通規制（通行止め）
- 初山別村字有明（戸立橋） - 初山別村字有明826-7（東山公園駐車場横）
区間延長：0.6 km
- 初山別村字有明826-7（東山公園駐車場横） - 初山別村字有明（有明橋）
区間延長：0.7 km

### 道路施設

#### 主な橋梁
- 戸立橋（56 m、戸立の沢川、初山別村有明）
- 道又橋（25 m、東山湖、初山別村有明）
- 東山公園橋（37 m、茂築別川、初山別村有明）
- 有明橋（28 m、茂築別川、初山別村有明）
- 七線橋（13 m、七線沢川、初山別村有明）
- 六線橋（7 m、六線沢川、初山別村有明）

## 地理

### 通過する自治体
- 留萌振興局
  - 苫前郡初山別村

### 交差する道路
初山別村
- 国道232号 - 有明（重複）
- 北海道道612号築別天塩有明停車場線 - 有明（重複）

### 沿線にある施設など
初山別村
- 有明ダム
- 東山樹園
- 有明郵便局 - 村有明48-9
- 羽幌警察署有明駐在所 - 有明